# Radoinja
Radoinja (Servisch cyrillisch Радоиња) is een plaats in de Servische gemeente Nova Varoš. De plaats telt 690 inwoners (2002).